# 萧光绪
蕭光緒（1595年—1657年），字子怡，號楓庵，江蘇無錫人，崇禎六年癸酉科舉人。著有《巨枫诗草》。

## 简介
萧光绪与安广居、安广誉常有书信往来。

## 诗作
《元旦》

年到知非非己频，惭无大力救时迍。
诗书仍向青毡旧，冠带聊从白发新。
伏野未谋莘乐稳，登朝难免杞忧臻。
东风今日回寒谷，又是浮生一岁春。

《雪浪早梅》

此地春回得气先，凌寒早巳伴青莲。
未经剪拜姿偏老，得远烟尘色倍然。
雪后寻芳幽韵合，岩前含笑静香传。
趋新不与凡花斗，领袖凡花又一年。